# Eugene Forde
Pour les articles homonymes, voir Forde (homonymie).
Eugene Forde (8 novembre 1898, Providence – 27 février 1986, Port Hueneme, en Californie) est un réalisateur, scénariste et acteur de cinéma américain.

## Biographie
Né à Providence (Rhode Island), Eugene Forde commence sa carrière en tant qu'acteur de théâtre et de cinéma, avant d'avoir l'opportunité de réaliser des comédies en court-métrage à partir de 1926.
Dans les années 1930, Eugene Forde tourne plusieurs films mettant en scène le détective sino-américain Charlie Chan incarné par Warner Oland puis par Sidney Toler. Dans les années 1940, il tourne pour la 20th Century Fox les trois premiers films d'une série de sept longs métrages consacré au détective américain Mike Shayne incarné par Lloyd Nolan.

## Filmographie partielle

### Comme réalisateur
- 1926 : Honeymoon Hospital (CM)
- 1926 : Madame Dynamite (CM)
- 1927 : The Bathing Suitor (CM)
- 1927 : Birthday Greetings (CM)
- 1927 : Girls (CM)
- 1927 : A Man About Town (CM)
- 1927 : Cupid and the Clock (CM)
- 1927 : Mum's the Word (CM)
- 1927 : Her Blue, Black Eyes (CM)
- 1928 : 5000 dollars offerts (Daredevil's Reward)
- 1928 : Hello Cheyenne
- 1928 : Painted Post
- 1928 : Her Mother's Back (CM)
- 1928 : Son of the Golden West
- 1929 : Outlawed
- 1929 : The Big Diamond Robbery
- 1930 : Hungarian Rhapsody (CM)
- 1930 : Zampa
- 1933 : Primavera en otoño
- 1933 : Smoky, d'après le roman de Will James, Smoky
- 1934 : Charlie Chan's Courage
- 1934 : Charlie Chan in London
- 1935 : Mystery Woman (en)
- 1935 : Meurtre au Grand Hôtel (The Great Hotel Murder)
- 1935 : Your Uncle Dudley
- 1936 : 36 Hours to Kill
- 1936 : The Country Beyond
- 1937 : Un taxi dans la nuit
- 1937 : The Lady Escapes
- 1937 : Step Lively, Jeeves!
- 1937 : The Lady Escapes
- 1937 : Charlie Chan à Broadway (Charlie Chan on Broadway)
- 1938 : Charlie Chan at Monte Carlo
- 1938 : Meet the Girls
- 1938 : Concession Internationale
- 1939 : Inspector Hornleigh
- 1939 : The Honeymoon's Over (en)
- 1940 : Quai numéro treize (Pier 13)
- 1940 : La Croisière meurtrière (Charlie Chan's Murder Cruise)
- 1940 : Michael Shayne, Private Detective
- 1941 : Dressed to Kill
- 1943 : Correspondant de guerre
- 1943 : Crime Doctor's Strangest Case
- 1947 : Jewels of Brandenburg
- 1947 : Backlash (en).

### Comme scénariste
- 1929 : The Big Diamond Robbery
- 1930 : Hungarian Rhapsody (CM).

### Comme acteur
- 1916 : L'Innocence de Lizette (The Innocence of Lizette) de James Kirkwood Sr.